# Chamaecrista nictitans
Chamaecrista nictitans es una especie de planta herbácea perteneciente a la familia de las fabáceas que se distribuyen por América. Es una planta anual capaz de un movimiento rápido de los foliolos cuando se toca.

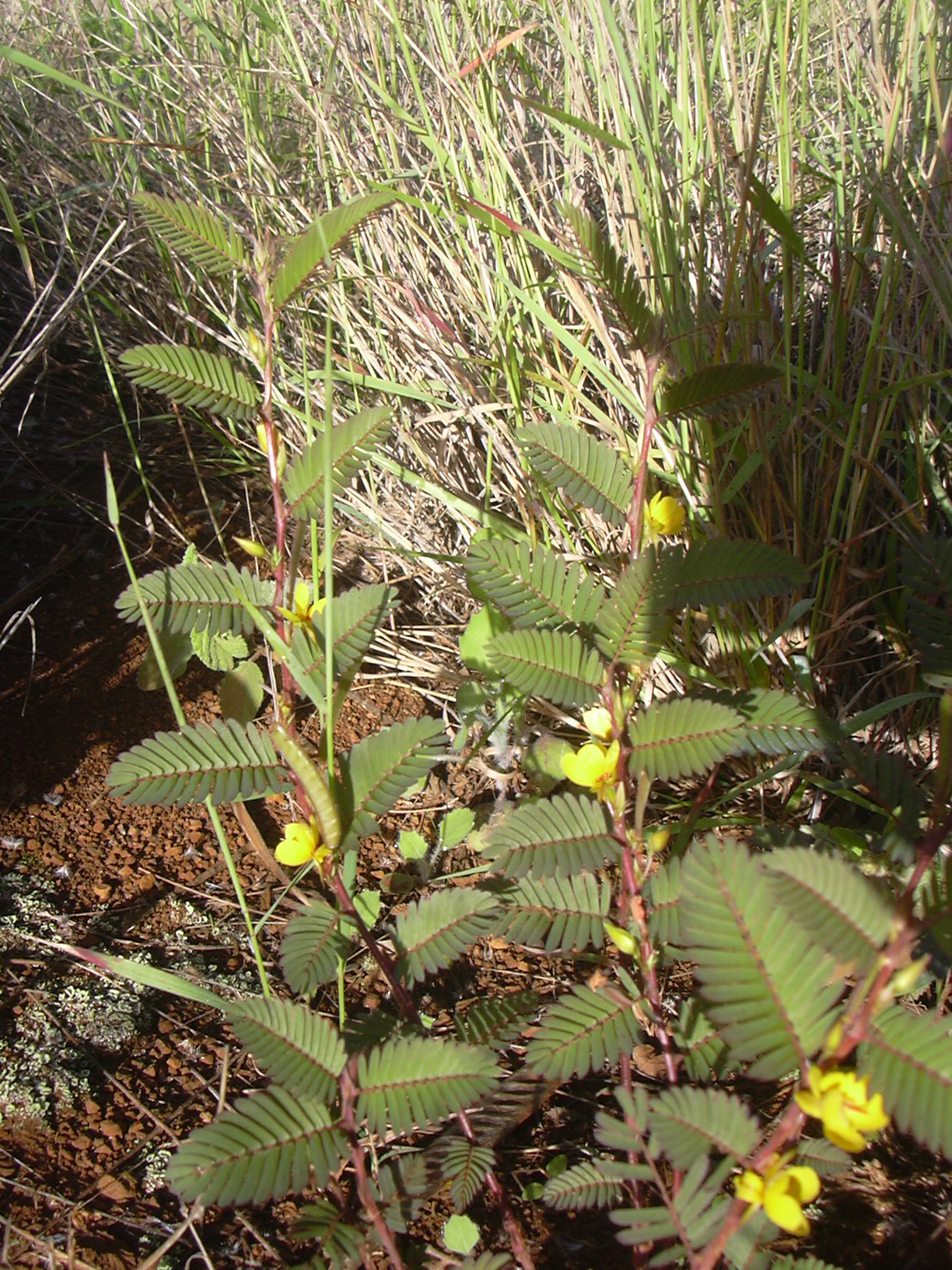
Vista de la planta

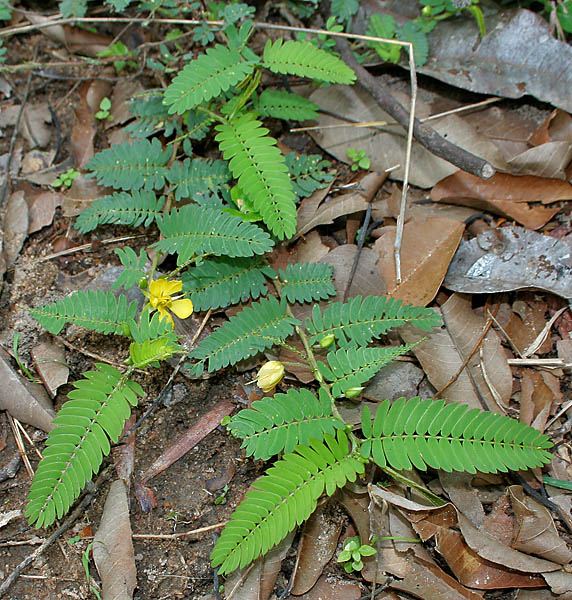
Hojas

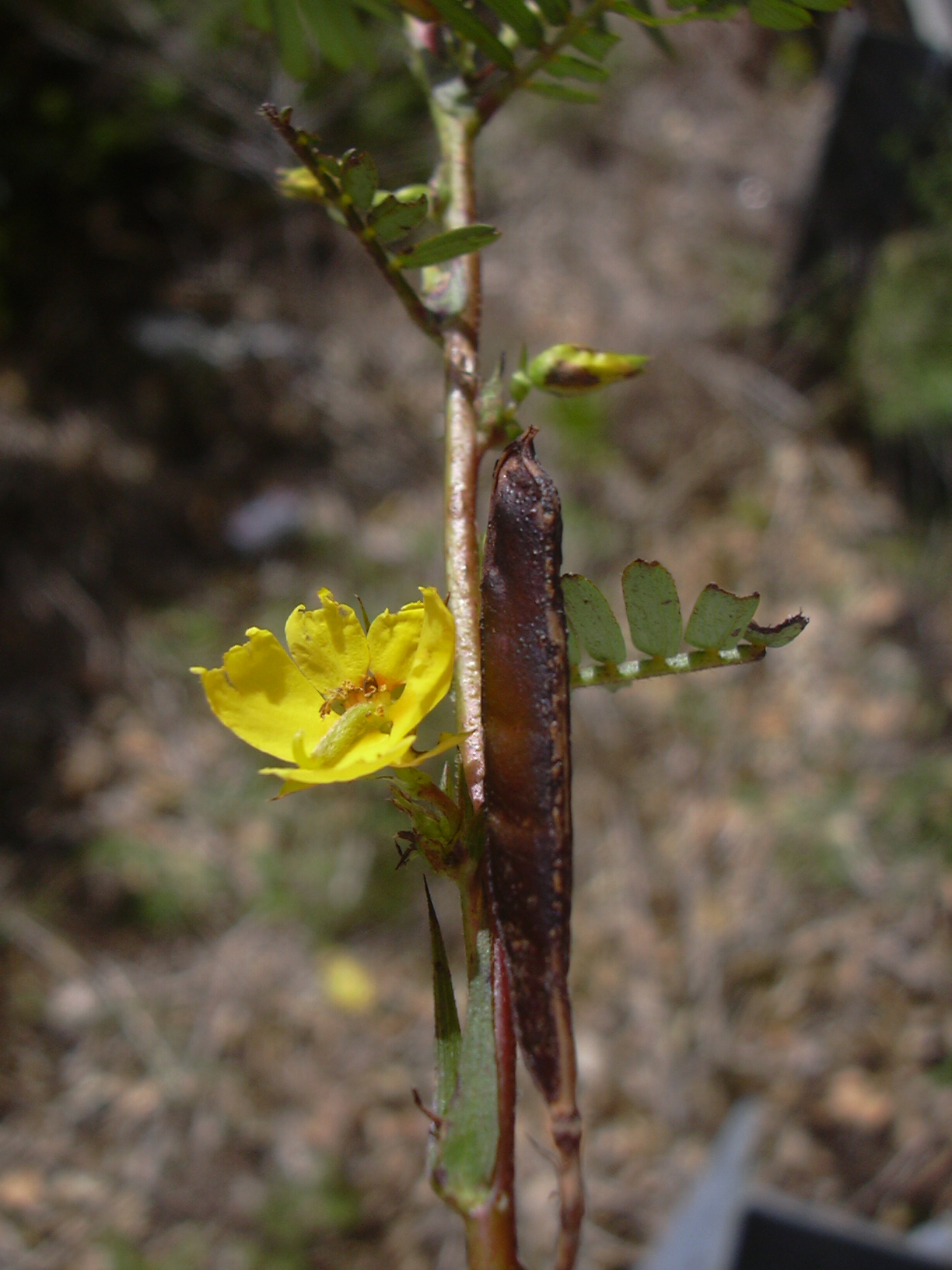
Planta con flor y fruto

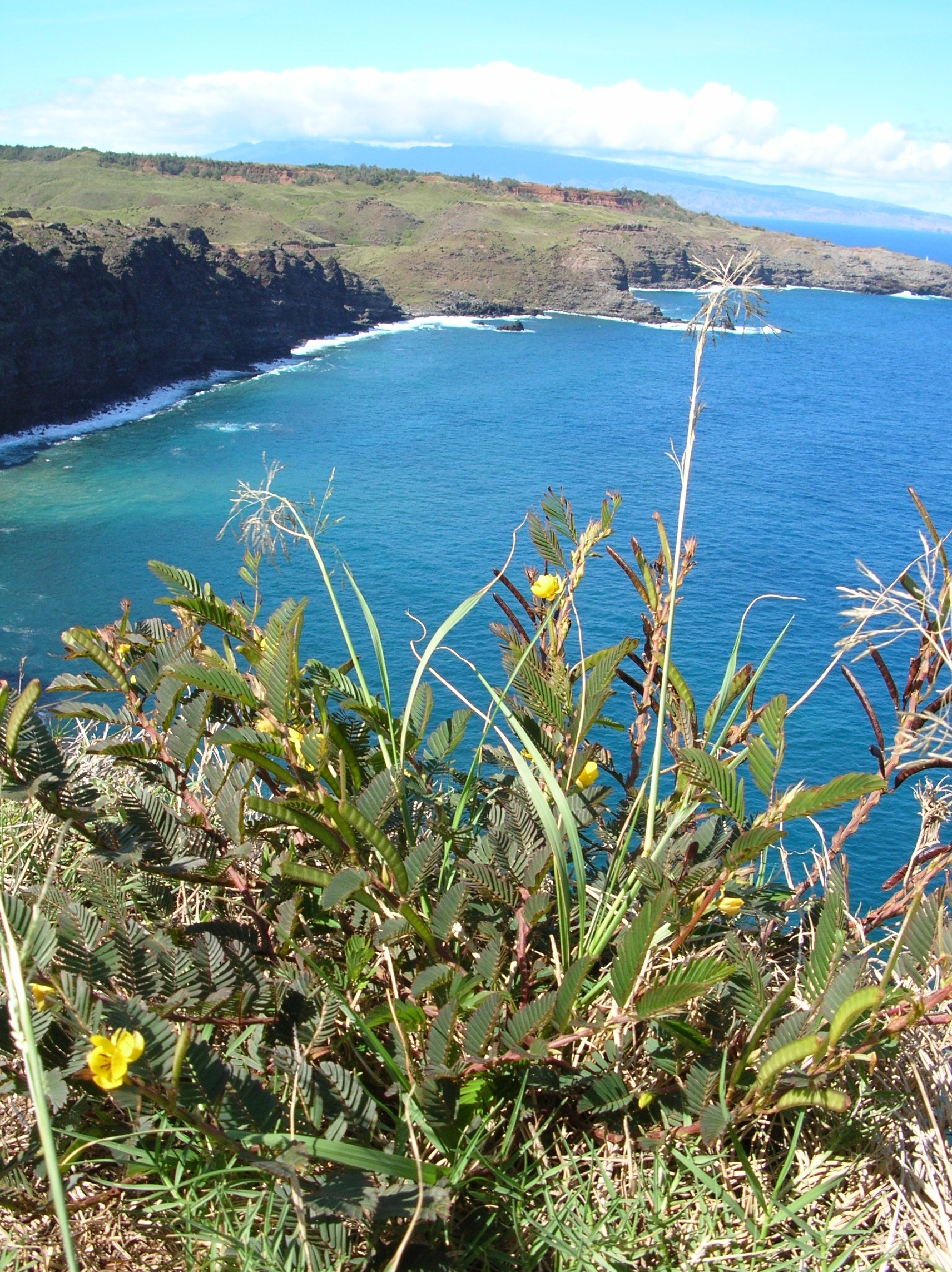
En su hábitat

Es similar a Chamaecrista fasciculata excepto que las hojas son más pequeñas.

## Descripción
Son hierbas monocárpicas; con tallos solitarios, erectos o ramificados desde la base y entonces postrados o ascendentes, o completamente ramificados, a veces endurecidos en la base con la edad pero no verdaderamente fruticosos, pubescencia generalmente doble, de tricomas recurvados cortos y setas más largas generalmente amarillentas o ausente. Hojas de la parte central del tallo 1.5–15 cm de largo; folíolos (7) 8–38 pares, lineares, angostamente oblongos u ovado-elípticos, los más largos 5–21 mm de largo y 1–3.5 (–4.5) mm de ancho; pecíolos 2–6 mm de largo, con 1 o 2 nectarios sésiles o delgadamente estipitados, estípulas lanceoladas, 5–21 mm de largo, prominentemente 7–17-nervias, persistentes. Pedúnculos 1 o 2 por nudo, cortamente adnados al tallo, con 1–5 flores de apariencia fasciculada y supraaxilar, pedicelos 0.5–21 mm de largo; sépalos ovados, agudos o acuminados, el más largo 3.5–14 mm de largo; pétalos asimétricos, uno abaxial, más largo o más ancho que el resto, 3.5–14 mm de largo; estambres 5–10; estilo filiforme o dilatado hacia arriba, 0.8–5.5 mm de largo. Fruto linear, ligeramente recurvado especialmente cerca de la base, 2.4–6.5 cm de largo y 2.5–5 mm de ancho, las valvas esparcida a densamente pilosas y a veces también (o sólo) puberulentas, rara vez glabras, café-rojizas y negruzcas.

## Distribución y hábitat
Es un complejo polimorfo ampliamente distribuido en terrenos baldíos, orillas de caminos, bosques alterados y sabanas en las zonas templadas y cálidas de América. Especie extremadamente variable en talla, pubescencia y tamaño de la flor.

## Taxonomía
Chamaecrista nictitans fue descrito por (L.) Moench y publicado en Methodus Plantas Horti Botanici et Agri Marburgensis : a staminum situ describendi 272. 1794.
Etimología
Chamaecrista: nombre genérico que deriva de las palabras griegas: chama = "bajo, enano" y crista = "cresta".
nictitans: epíteto
Variedades aceptadas
- Chamaecrista nictitans var. aspera (Elliott) Torr. & A.Gray
- Chamaecrista nictitans var. aspera (Muhl. ex Elliott) H.S. Irwin & Barneby (Pendiente)
- Chamaecrista nictitans subsp. brachypoda (Benth.) H.S.Irwin & Barneby
- Chamaecrista nictitans var. diffusa (DC.) H.S. Irwin & Barneby
- Chamaecrista nictitans subsp. disadena (Steud.) H.S.Irwin & Barneby
- Chamaecrista nictitans var. disadena (Steud.) H.S. Irwin & Barneby
- Chamaecrista nictitans var. glabrata (Vogel) H.S. Irwin & Barneby
- Chamaecrista nictitans var. jaliscensis (Greenm.) H.S. Irwin & Barneby
- Chamaecrista nictitans var. mensalis (Greenm.) H.S.Irwin & Barneby
- Chamaecrista nictitans subsp. patellaria (Collad.) H.S.Irwin & Barneby
- Chamaecrista nictitans var. patellaria (DC. ex Collad.) Kartesz & Gandhi	(pendiente)
- Chamaecrista nictitans var. pilosa (Benth.) H.S. Irwin & Barneby
- Chamaecrista nictitans var. praetexta (Vogel) H.S. Irwin & Barneby

Sinonimia
- Cassia aeschinomene Collad.
- Cassia aspera var. mohrii Pollard
- Cassia chamaecrista var. nictitans Kuntze
- Cassia mimosoides subsp. leschenaultiana (DC.) H.Ohashi
- Cassia multipinnata Pollard
- Cassia nictidans L.
- Cassia patellaria var. ramosa Vogel
- Cassia pennelliana Amshoff
- Cassia procumbens L.
- Chamaecrista aeschinomene (Collad.) Greene
- Chamaecrista aspera var. mohrii (Pollard) Pollard
- Chamaecrista mohrii (Pollard) Britton & Rose
- Chamaecrista molinae G. Flores & M. Sousa
- Chamaecrista multipinnata Pennell
- Chamaecrista procumbens (L.) Greene
- Nictitella amena Raf.[6]